# Leptochilus rufina
Leptochilus rufina är en stekelart som beskrevs av Blüthgen 1953. Leptochilus rufina ingår i släktet Leptochilus och familjen Eumenidae. Inga underarter finns listade i Catalogue of Life.